# 麥克萊倫鎮區 (北達科他州本森縣)
麥克萊倫鎮區（英語：McClellan Township）是位於美國北達科他州本森縣的一個鎮區。

## 地方資料
麥克萊倫鎮區的面積為93.14平方千米，當中陸地面積為92.77平方千米，而水域面積為0.37平方千米。根據2010年美國人口普查的數據，當地共有人口46人，而人口密度為每平方千米0.49人。